# Some Mothers Do 'Ave 'Em
Some Mothers Do 'Ave 'Em är en brittisk komediserie som sändes i tre säsonger på BBC mellan 1973 och 1978.

## Handling
Frank Spencer är en olycksfågel som lyckas ställa till kaos vad han än företar sig.

## Rollista i urval
- Michael Crawford - Frank Spencer
- Michele Dotrice - Betty Spencer
- Jane Hylton - mrs Fisher, Bettys mor